# プロ野球ワールドスタジアム
『プロ野球ワールドスタジアム』（プロやきゅうワールドスタジアム）は、ナムコ（後のバンダイナムコエンターテインメント、アーケードゲーム部門は2018年3月にバンダイナムコアミューズメントに移管）が1988年に日本でリリースしたアーケード用野球ゲーム。1986年のファミコン用ソフト『プロ野球ファミリースタジアム』を第1作とするファミスタシリーズから派生した、ワールドスタジアム（ワースタ）シリーズの第1作。1990年12月14日には、エス・ピー・エスがX68000版を発売している。
なお、1988年5月にはPCエンジンで本作と同名の『プロ野球ワールドスタジアム』が発売されているが、ゲームシステムはファミコン版に近くアーケード版との共通点は少ない。

## 概要
1988年3月稼働開始。ファミコンからより高性能なアーケード基板への移植となるためグラフィック・サウンド・演出が強化されている。1989年と1990年にバランス調整と選手データを入れ替えた「プロ野球ワールドスタジアム'89開幕版」及び「プロ野球ワールドスタジアム'90激闘版」がリリースされている。初代ファミスタ及び続編・ファミスタ'87年度版で完成されたゲームシステムをほぼそのまま踏襲しているが、本作のリリース前後から肖像権や選手無断使用に関するクレームが厳しくなったためか、1作目ではガイアンツ所属選手のみ「くわがた」や「ほそずか」のような架空の選手名に変更されており『'89』以降は全球団とも架空の選手名に変更されている。
その他、初代ファミスタ及び'87とは以下のような相違点がある。
統合チーム（レイルウェイズ、フーズフーズ）の解消
これに伴い、実際の日本プロ野球と同様にセントラル・リーグをモデルにした「アーバンリーグ」とパシフィック・リーグをモデルにした「カントリーリーグ」の2リーグ各6球団、合計12球団が出揃うことになり、ファミスタ'87でレイルウェイズを構成していた2チームは南海ホークスがモデルの「ホーネッツ」と近鉄バファローズがモデルの「バッカルーズ」に、フーズフーズを構成していた2チームは日本ハムファイターズがモデルの「ファイアーズ」とロッテオリオンズがモデルの「オリエンツ」にそれぞれ（隠しチームなどではなく、プレイヤーが使用可能なチームとして）、独立を果たすことになった。
但し、リーグ戦モードやDH制などの相違は存在しないため、このリーグ分けはゲーム中ほとんど意味を為していない。なお、ナムコスターズを始め実在する特定の球団をモデルとしない架空の球団は、本作には登場しない。
複数の球場選択が可能に
以下の3球場が選択可能になっている。
- こーらくえん（1987年に閉鎖した後楽園球場がモデル）
- こーしえん（阪神甲子園球場がモデル。ラッキーゾーン有）
- メジャー

打順編成が可能に
それまでは固定されていたスターティングメンバーの打順入れ替えが可能になっている。但し、スターティングメンバーと控え選手の入れ替えは出来ない。
各球団のOBが代打で登場
初代ファミスタではガイアンツの代打に「おう」という選手が登録されていたが、本作では全球団ともOB選手が2名ずつ代打で登録されている。このOB選手枠は続編の「'89開幕版」「'90激闘版」では各球団1名ずつに減らされた後、後継作品のSUPERワールドスタジアムでは廃止されている。
- ガイアンツ（読売ジャイアンツがモデル）
  - みすたあ（'88、'89、'90）
  - おうさだ（'88）
- カーズ（広島東洋カープがモデル）
  - こうじ（'88、'89）
  - きぬがさ（'88）→きむかさ（'90）
- ドラサンズ（中日ドラゴンズがモデル）
  - やざわ（'88）→やだわ（'89）→やったわ（'90）
  - えとう（'88）
- スパローズ（ヤクルトスワローズがモデル）
  - おおすぎ（'88）→おおむぎ（'89）
  - ほおなあ（'88）
  - あかまつ（'90）
- ホイールズ（横浜大洋ホエールズがモデル）
  - まつばら（'88）
  - しぴん（'88）→しっぴん（'89）
  - おおすけ（'90）
- タイタンズ（阪神タイガースがモデル）
  - たぶち（'88）
  - かくらんと（'88）
  - かっちゃん（'89）→かっちん（'90）

- ライオネルズ（西武ライオンズがモデル）
  - なかにし（'88）→なかみし（'89）
  - とよだ（'88）
  - あたいら（'90）
- ブラボーズ（阪急ブレーブス→オリックス・ブレーブスがモデル）
  - ながいけ（'88、'89）
  - すぺんさ（'88）
  - ひくい（'90）
- ホーネッツ（南海ホークス→福岡ダイエーホークスがモデル）
  - のむら（'88）→のむり（'89）
  - ひろせ（'88）
  - かぐあ（'90）
- ファイアーズ（日本ハムファイターズがモデル）
  - はりもと（'88）→もとはり（'89）
  - それいた（'88）
  - おこじ（'90）
- オリエンツ（ロッテオリオンズがモデル）
  - ありとう（'88）→ありがと（'89）→あきとう（'90）
  - りい（'88）
- バッカルーズ（近鉄バファローズがモデル）
  - まにえる（'88）→むにえる（'89）
  - どい（'88）
  - ないた（'90）

応援歌
ランナーが得点圏にいる時のBGMが選手の（87年時点での）個人テーマになる選手がいる（ガイアンツを除く）。ただし、Cチームのらんすは87年に個人テーマが存在しなかったため広島カープの汎用テーマが流れる。

## 隠しメッセージ
アドレス「0x38E000」に「COPYRIGHT 1987 NAMCO LTD. ALL RIGHTS RESERVED. PROGRAM BY J.AMANAI」との隠しメッセージが仕込まれており、サウンドの川元義徳（kawagen）とOh!FM時代にコンビを組んでおり、後にテンゲンで「アタリ語」を生み出した天内潤が制作したことが分かる。

## X68000版
エス・ピー・エスから1990年に発売。第1作を選手データを含めて忠実に移植しているが、選手データ部分は12球団全てプレイヤーが自由にエディット可能となっている。
パソコンゲームでは他にいわゆる「ゲームアーツ版」と呼ばれるゲームアーツ開発・発売のPC-88VA版及びFM TOWNS版、コンパイル開発・ナムコ発売のMSX2版が存在するが、タイトルはいずれも「ファミリースタジアム」であり「ワールドスタジアム」を冠しているのは本作のみである。